# Kanton Les Andelys
Les Andelys is een kanton van het Franse departement Eure. Het kanton maakt deel uit van het arrondissement Les Andelys.

## Gemeenten
Het kanton Les Andelys omvatte tot 2014 de volgende 20 gemeenten:
- Les Andelys (hoofdplaats)
- Boisemont
- Bouafles
- Corny
- Courcelles-sur-Seine
- Cuverville
- Daubeuf-près-Vatteville
- Fresne-l'Archevêque
- Guiseniers
- Harquency
- Hennezis
- Heuqueville
- Muids
- Notre-Dame-de-l'Isle
- Port-Mort
- La Roquette
- Suzay
- Le Thuit
- Vatteville
- Vézillon

Na de herindeling van de kantons bij decreet van 25 februari 2014, met uitwerking op 22 maart 2015, omvat het 41 gemeenten.

Op 1 januari 2016 werden de gemeenten Berthenonville, Bus-Saint-Rémy, Cahaignes, 
Cantiers, Civières, Dampsmesnil, Écos, Fontenay-en-Vexin, Forêt-la-Folie,  Fourges, Fours-en-Vexin, Guitry, Panilleuse en Tourny samengevoegd tot de fusiegemeente (commune nouvelle) Vexin-sur-Epte.

Op 1 januari 2019 werden de gemeenten Boisemont, Corny en Fresne-l'Archevêque samengevoegd tot de fusiegemeente (commune nouvelle) Frenelles-en-Vexin.

Sindsdien omvat het volgende 26 gemeenten :
- Les Andelys
- Bois-Jérôme-Saint-Ouen
- Bouafles
- Château-sur-Epte
- Cuverville
- Daubeuf-près-Vatteville
- Écouis
- Frenelles-en-Vexin
- Guiseniers
- Harquency
- Hennezis
- Heubécourt-Haricourt
- Heuqueville
- Mesnil-Verclives
- Mézières-en-Vexin
- Muids
- Notre-Dame-de-l'Isle
- Port-Mort
- Pressagny-l'Orgueilleux
- La Roquette
- Suzay
- Le Thuit
- Tilly
- Vatteville
- Vexin-sur-Epte
- Vézillon